# 小行星5853
小行星5853（英語：5853）是一颗围绕太阳公转的小行星。1992年8月26日，上田清二、金田宏在钏路市发现了此天体。
这颗小行星的绝对星等为110.8347585577362等。